# Jihomoravské muzeum ve Znojmě
Jihomoravské muzeum ve Znojmě je jedním z nejstarších muzeí na jižní Moravě. Původně bylo založeno jako německé vlastivědné muzeum a pyšní se více než 30 podsbírkami zapsanými v Centrální evidenci sbírek.

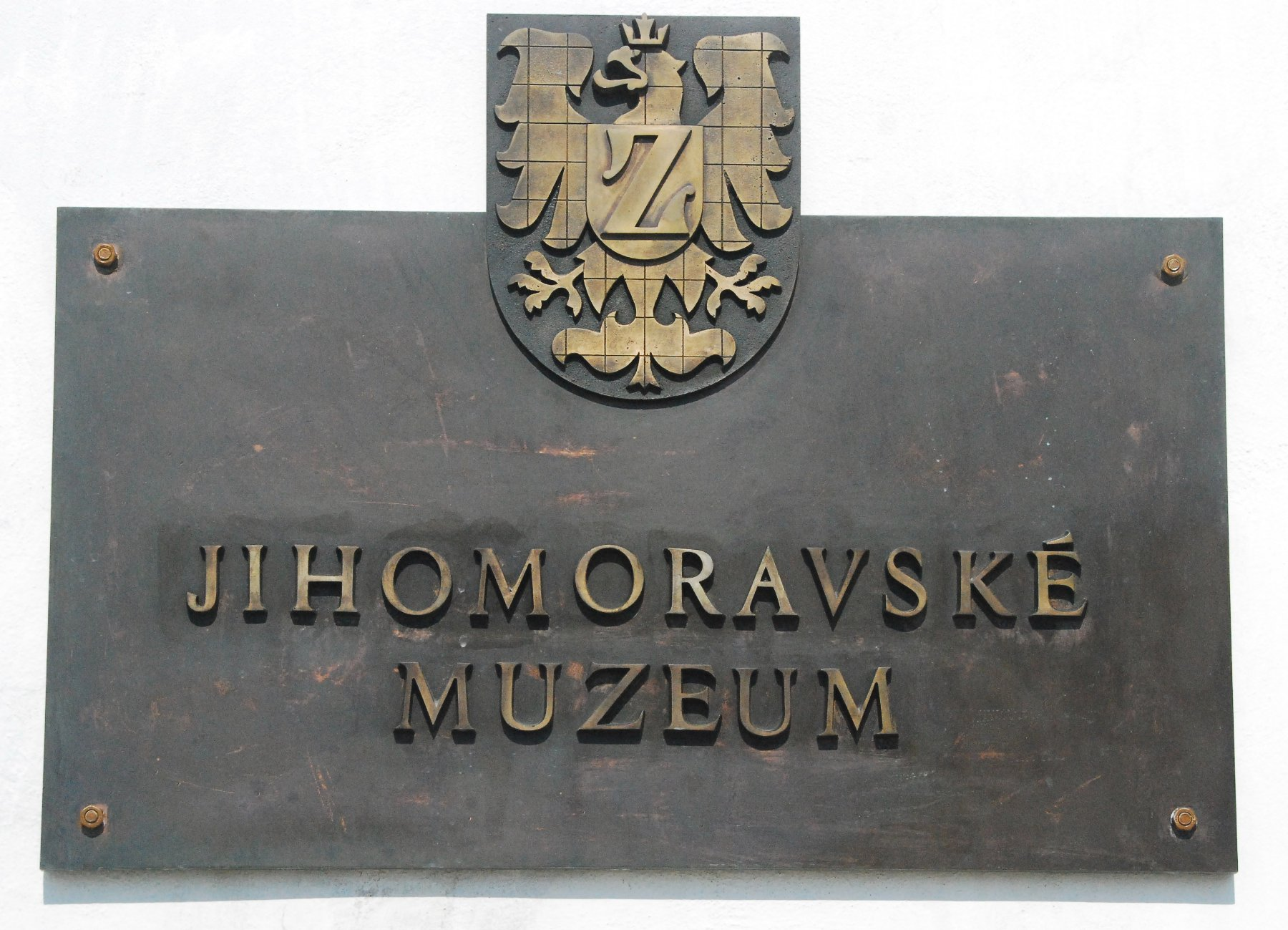

## Historie
Návrh na založení vlastivědného muzea byl podán na zasedání valné hromady německého městského spolku ve Znojmě dne 12. ledna 1878. Setkal se s kladnou odezvou, a tak jen o pár dnů později vyzval nově ustanovený přípravný výbor občany z celého regionu, aby se zapojili do zakládání muzea především věnováním vhodných předmětů. Mezi prvními příspěvky, jež se podařilo zajistit, byl i literární odkaz spisovatele Charlese Sealsfielda. Na četné výzvy v regionálním tisku, které se snažily přimět občany, aby muzeu darovali hodnotné historické předměty, začali znojemští obyvatelé významněji reagovat až počátkem roku 1879. Regionální tisk rovněž na svých stránkách poskytoval jistý návod, jak sbírat muzejní materiál. Nově vzniklé muzeum mělo značný zájem především o sakrální památky z místních zrušených klášterů. Do sbírek muzea se tak dostala i tzv. Znojemská madona nalezená v kapli sv. Václava.
Od roku 1879 začalo muzeum (německy Städtisches Museum in Znaim) pořádat alespoň příležitostné výstavy. Jeho sbírky byly rozděleny do tří oddělení s vlastním kustodem: archeologie, umělecko-řemeslné výrobky, přírodovědecké předměty. První výstava se konala od 14. do 28. září 1879.
Od roku 1910 se muzeum po dosavadních provizoriích natrvalo usadilo na znojemském hradě a po druhé světové válce získalo ještě i prostory bývalého minoritského kláštera

## Sbírky
Dnes je možno sbírky muzea rozdělit na společenskovědné a přírodovědné. Do sekce společenských věd se řadí rozsáhlý fond archeologických nálezů, fotoarchiv, historie, ale i fond uměleckohistorický. Přírodovědné oddělení, zabývající se zvláště přírodou znojemského regionu a Národního parku Podyjí, se pak dále dělí na sbírky zoologické, botanické a geologické. Znojemské muzeum se nevyhýbá ani dokumentaci současnosti, kdy se v nedávné minulosti zaměřilo na mapování socialistické společnosti a na novoročenky s vyobrazením Znojma. Jihomoravské muzeum má pod svojí správou rovněž rotundu sv. Kateřiny, zříceninu hradu Cornštejn a památník Prokopa Diviše.
Dokumentaci své práce odkázal  znojemskému muzeu znojemský rodák – sochař Hugo Lederer.

## Stálé expozice
V současnosti může návštěvník zhlédnout celkem deset stálých expozic, jež jsou rozmístěny do tří objektů.

### Minoritský klášter

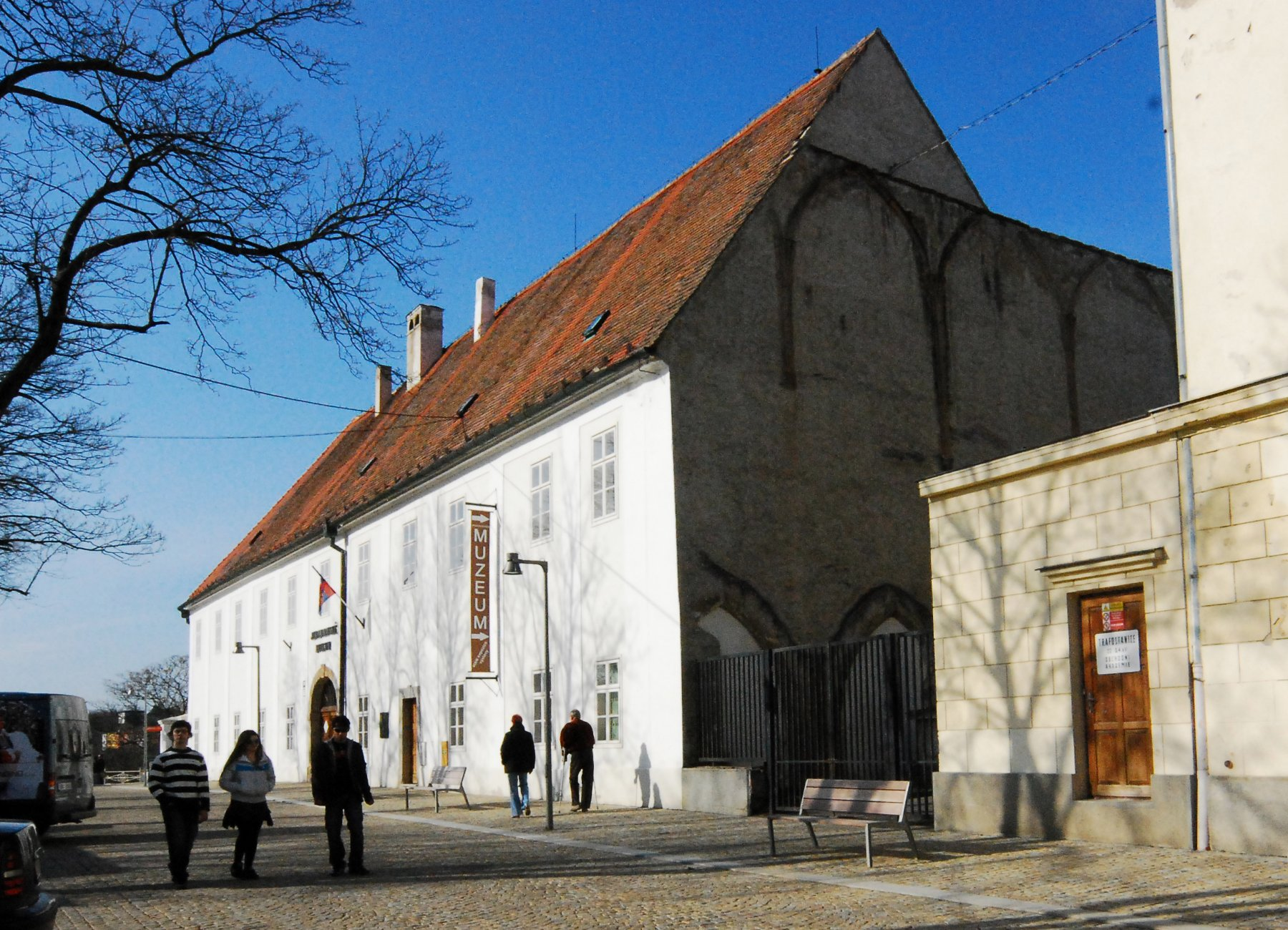
Minoritský klášter ve Znojmě

V bývalém minoritském klášteře se nachází expozice: Živá příroda, Neživá příroda, Archeologie na Znojemsku, Černé řemeslo, Orientální zbraně.

### Dům umění

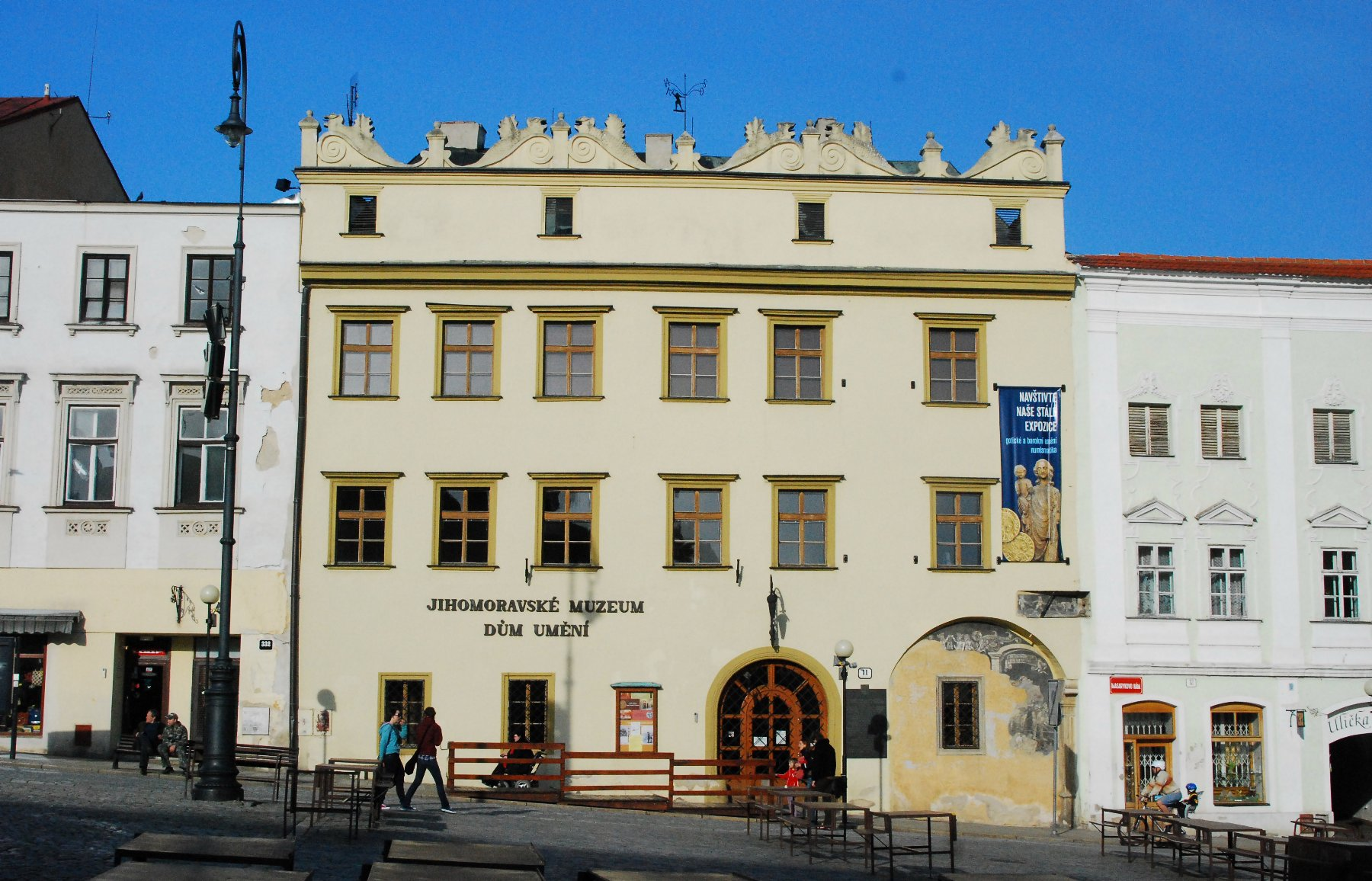
Dům umění

První patro Domu umění na Masarykově náměstí slouží především ke krátkodobým výstavám. Zbytek objektu zaplňují expozice: Staré umění Znojemska, Mince zemí Koruny české, Jan Tomáš Fischer - medailérská tvorba.

### Znojemský hrad
Expozice Z dějin Znojemska, jež je nejrozsáhlejší expozicí Jihomoravského muzea, zabírá značnou část celého objektu. Historie Znojemska zde chronologicky stoupá od přízemí až do patra. Návštěvníka mimo jiné zaujmou i malované terče znojemského ostrostřeleckého spolku z 19. století. Lapidárium v někdejší hradní konírně schraňuje fragmenty architektonické výzdoby řady dnes již mnohdy zaniklých staveb. Nachází se zde tak i vřetenové schodiště z domu na ulici Velká Michalská, sochařská kamenná výzdoba premonstrátského kláštera Louka a městských renesančních domů. V hradním příkopu našla své útočiště Stanice pro handicapované dravce a sovy, která je taktéž přístupná veřejnosti.